# ペーター・チェンチャー
ペーター・チェンチャー（ドイツ語: Peter Tschentscher、1966年1月20日 - ）は、ドイツの政治家。2018年からハンブルク市長、2022年から1年間、連邦参議院議長を務める。ドイツ社会民主党（SPD）所属。

## 経歴
4人兄弟の次男としてハンブルクで生まれ、ニーダーザクセン州のオルデンブルクで育った。1985年にアビトゥーアを取得して、ヴィットムントで兵役代替役務に就いた。1987年にはハンブルク大学に入学して、分子生物学と医学を学び始めた。1995年に博士号を取得。1994年から2006年までハンブルク・エッペンドルフ大学医療センターで医師として勤務した。

### 政治活動
1989年にドイツ社会民主党（SPD）に入党。2007年から2018年までハンブルク市ノルト区 のSPD支部長を務めた。1991年から2008年までノルト区議会議員を務め、1999年からはSPD議員団長であった。2008年のハンブルク市議会選挙に立候補し、当選。市議会では予算委員会に所属した。
2011年にハンブルク市の財務参事に就任。在任中には、HSHノルトバンクの民営化を指揮した。
2018年3月14日にオラフ・ショルツ市長が第4次メルケル内閣の副首相兼財務大臣就任のためハンブルク市長を退任すると、3月24日にハンブルクで開かれた臨時党大会で、95.2%の賛成票を得てチェンチャーが後任の市長候補に決まった。3月28日に市議会での投票を受けて市長に選出された（賛成71票、反対45票、棄権2票） 。
　
　2020年以降は新型コロナの蔓延に対して、ロックダウンを指示、マスク義務を課すなど、強硬な姿勢で臨み、野党からの批判を受けた。